# Сергій Сударенко
Сергій Сударенко (5 лютого 1922, Приморський край, Далекосхідна республіка — 29 липня 1984, Рига, СРСР) — радянський військовий, авіаційний технік та науковець українського походження.

## Життєпис
Народився 1922 року в Приморському краї Далекосхідної республіки в родині емігрантів з Чернігівської губернії.
У 1941 році закінчив Іркутське військове авіаційне технічне училище. Після початку Другої світової війни брав участь у бойових діях. Нагороджений двома орденами Червоної Зірки, медаллю «За бойові заслуги», «За оборону Сталінграда», «За оборону Ленінграда», «За оборону Кавказу» та «За взяття Кенігсберга».
Після війни закінчив Ризьке 1-ше вище військове училище авіаційних інженерів і залишився там працювати старшим викладачем кафедри авіаційних двигунів. Автор численних наукових публікацій.